# Віанден (замок)
Віанден (люксемб. Buerg Veianen, фр. Château de Vianden, нім. Burg Vianden) — середньовічний замок у Люксембурзі, один з найбільших фортифікованих замків Західної Європи. Побудований у 10 столітті, перебудований у романському стилі протягом 11 — 14 століть. Наприкінці цього періоду були додані готичні трансформації та обробка. У 17 столітті був добудований особняк епохи Відродження.
Побудований на стрімчаку, що здіймається над річкою Ур на висоту майже на 100 м. Замок був резиденцією люксембурзьких монархів до 1820 року, поки Віллем I не продав його. Новий хазяїн розпродавав замок по частинах, поки не призвів його до руйнації. Протягом 1977—1990 років він був повністю відреставрований, після чого був відкритий для відвідувачів.

## Історія

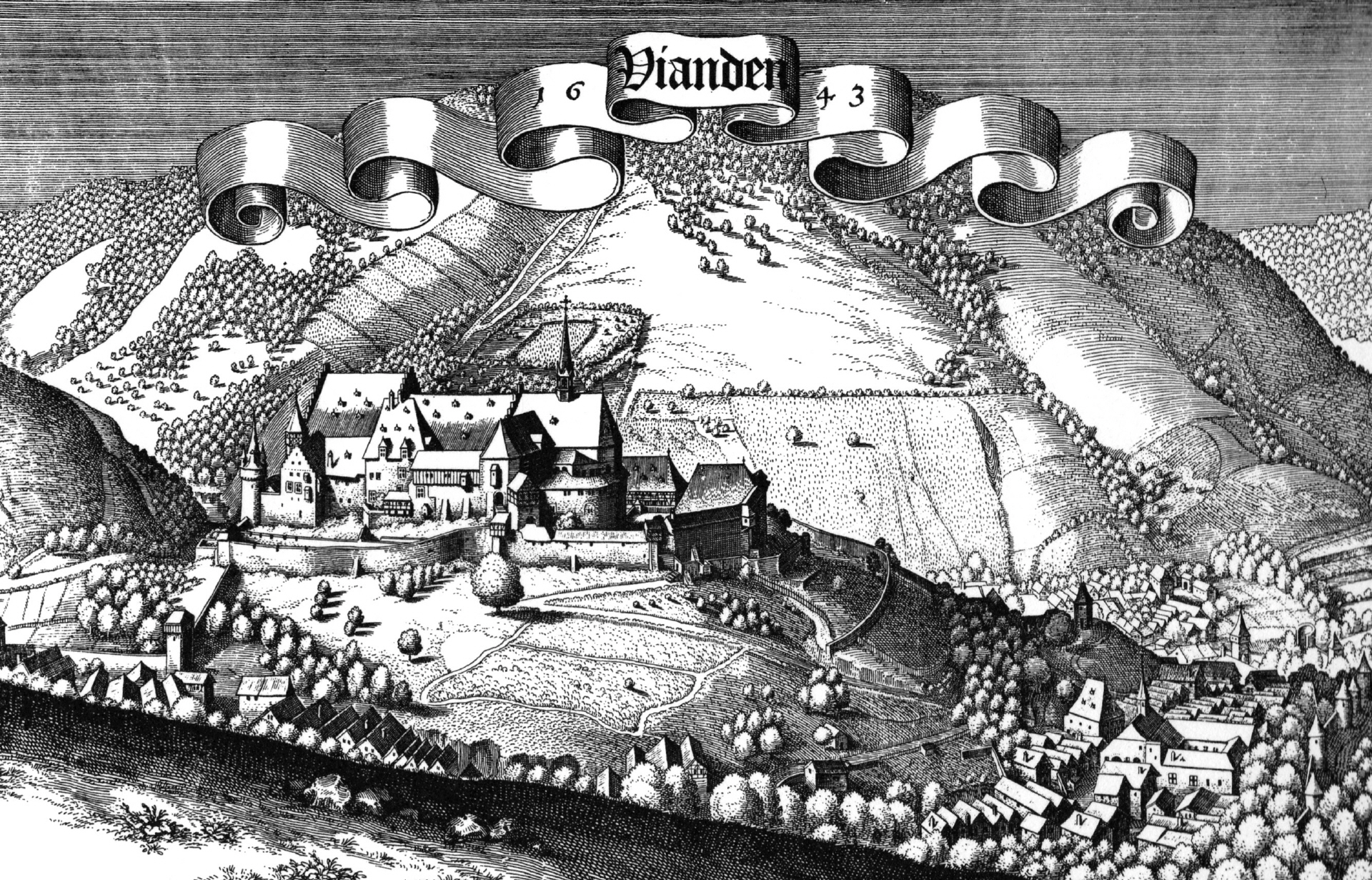
Замок Віанден на гравюрі Маттеуса Меріана старшого, виданій у 1643 році.

Замок був побудований на місці давньоримського замку. Перший відомий граф Віанден згадується у письмових джерелах 1090 року. Замок продовжував бути резиденцією впливових графів Віанден до початку 15 століття.
Близько 1100 року була побудована квадратна фортеця, а також кухня, каплиця та житлові кімнати. Протягом першої половини 12 століття добудовано нову житлову вежу та престижну декагональну каплицю, а сам палац розширено. На початку 13 століття був побудований новий двоповерховий палац розміром 10 на 13 метрів з розкішною галереєю, що з'єднувала його з каплицею. Ці доповнення показують, як графи Віанден намагалися скласти конкуренцію дому Люксембургів. Остання велика зміна відбулася в середині 13 століття, коли весь замок був перероблений таким чином, щоб виглядати у готичному стилі. Нарешті в 1621 році особняк Нассау з його бенкетним залом та спальнею був побудований принцом Морісом Орансько-Нассау-Віанденським у стилі Ренесанс, замінивши пошкоджене бічне крило XI століття.

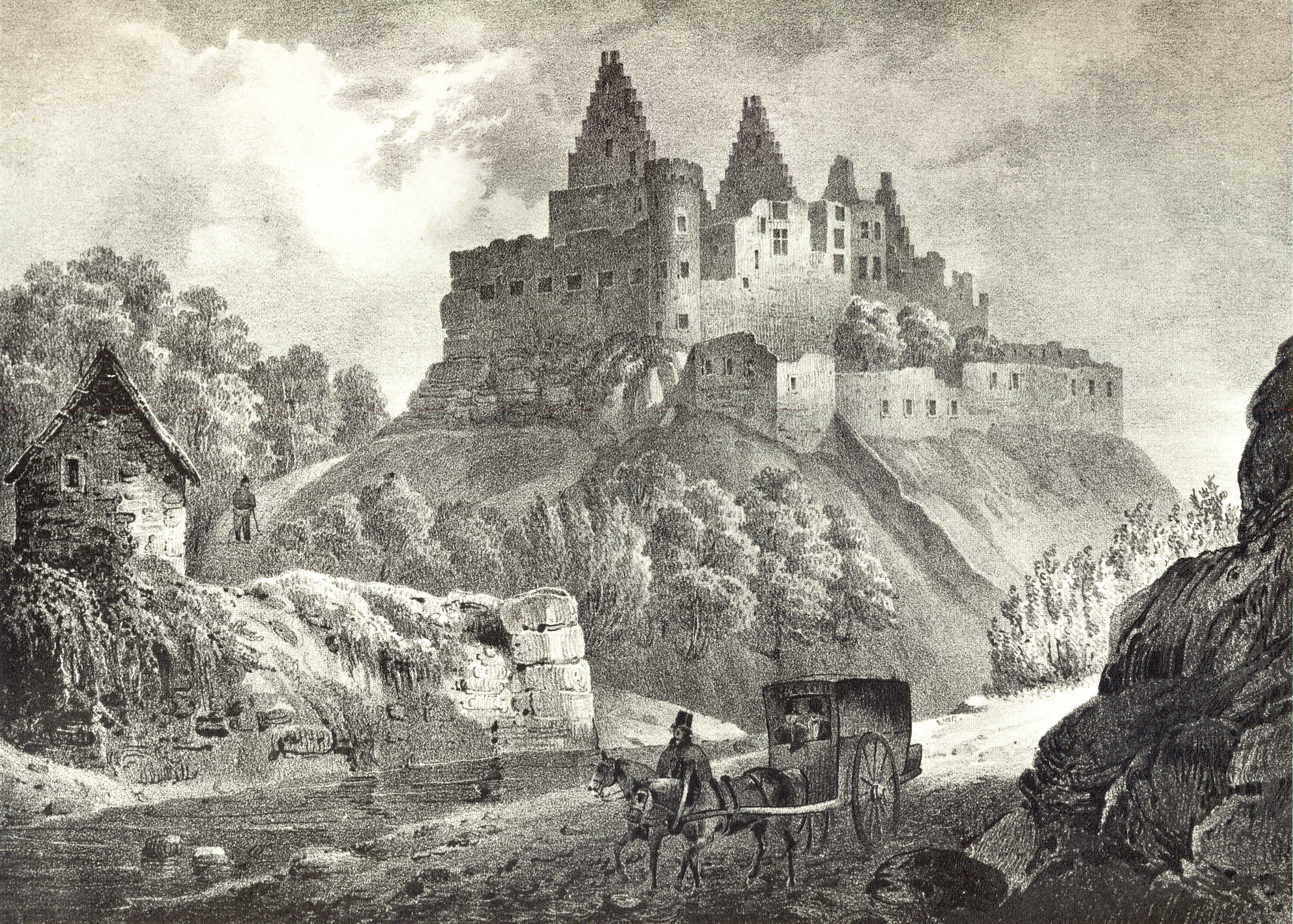
Ніколя Льє. Замок Віанден. 1834.

Король Нідерландів Віллем I у 1820 році продав замок за 3200 флоринів. Новий хазяїн замку почав продавати його по частинах, зокрема зняв для продажу черепицю з даху, дерев'яне обрамлення внутрішніх стін, двері, вікна тощо. Внаслідок всього цього замок швидко перетворився на руїни. Населення було незадоволене таким поводженням з замком і у 1827 році королю, одним з титулів якого було граф Віандену, довелося викупити замок за 1100 флоринів і розпочати його ремонт. Однак через Бельгійську революцію зробити цього не вдалося. Про стан замку у 1830-х роках можна судити з літографій люксембурзьких художників Ніколя Льє і Франца Клемена, виданих ними у 1834 році. У 19 столітті замок залишався занедбаним і частково зруйнованим, однак каплиця, що є частиною замку, у 1849 році була відновлена принцом Генріхом Нідерландським. У 1890 році герцог Люксембургу Адольф I розпочав реставраційні роботи в замку. Протягом кількох десятиліть було багато зроблено, однак завершенню робіт завадила Перша світова війна.
У 1944 році, під час битви при Віандені, фортеця стала захистом для членів люксембурзького руху опору фашистській Німеччині.
Лише у 1962 році знову було розглянуто питання реставрації замку, що призвело до реконструкції Збройової палати. Подальшій роботі заважали питання власності замку. Лише після того, як у 1977 році великий герцог Жан передав замок державі, реставраційні роботи продовжилася. Вони тривали до 1990 року і стосувалися як зовнішнього вигляду замку, так і його інтер'єру.

## Опис
Розмір і важливість цього замку у його первинному вигляді можна визначити з того факту, що Лицарська зала могла вмістити п'ятсот солдатів. Чудовою особливістю каплиці при замку є шестигранний отвір у центрі підлоги, що відкривається на підземелля. Вважалося, що це примірник двоповерхової каплиці, але, схоже, воно було побудоване за наказом хрестоносця графа Фрідріха II на зразок церкви гробу Господнього. По сусідству з Віанденом знаходяться й інші зруйновані замки, зокрема, Штольцбург (люксемб. Buerg Stolzebuerg) і Фалькенштайн (у Німеччині).

## Виноски
1. 1 2 3 4 5  Vianden Castle. // Patricia Sheehan. Luxembourg [Архівовано 29 листопада 2020 у Wayback Machine.]. 3 edition. Cavendish Square Publishing, LLC. 2018. P. 11. (англ.)
2. ↑   Evy Friedrich, «Burgen und Schlösser», Editions Guy Binsfeld, Luxembourg. ISBN 3-88957-033-X (нім.)
3. ↑  Château fort de Vianden. Newsarama. Le gouvernement du Grand-Duché de Luxembourg. Dernière mise à jour 01.09.2020. Архів оригіналу за 29 листопада 2020. Процитовано 20 листопада 2020. (фр.)
4. ↑   Jean Milmeister, «Vianden, Cité médiévale», Editions Guy Binsfeld, Luxembourg 1984. ISBN 3-88957-036-4 (фр.)
5. ↑   Vianden. // Encyclopædia Britannica. Volume 28. 1911. Pages 16 — 17. (англ.)